# Rhinanthus borbasii
Rhinanthus borbasii är en snyltrotsväxtart som först beskrevs av Dörfler, och fick sitt nu gällande namn av Soó. Rhinanthus borbasii ingår i släktet skallror, och familjen snyltrotsväxter. Inga underarter finns listade i Catalogue of Life.